# Калао таїландський
Калао таїландський (Rhyticeros subruficollis) — вид птахів родини птахів-носорогів (Bucerotidae).

## Поширення
Вид поширений на південному сході М'янми, на заході, південному заході та крайньому півдні Таїланду, а також на півночі Малайзії. Віддає перевагу вічнозеленим лісам з дуже високими деревами.

## Опис
Довжина тіла становить від 65 до 70 сантиметрів. У самця дзьоб має в середньому 17 сантиметрів, а у самиці 13,7 см. Інформації щодо ваги мало: три виміряні самці важили від 1,8 до 2,2 кг. Верхівка і потилиця самця мають інтенсивний червонувато-коричневий колір. Обличчя, передня частина шиї і верхня частина грудей, навпаки, кремового кольору. Оперення і крила чорні. Верхня частина тіла має металеві зелені відблиски. Хвіст білий. Дзьоб блідо-жовтий з червонувато-коричневою основою і тонкою чорною лінією на нижній стороні нижньої щелепи. Шолом має глибокі поперечні борозенки і варіюється від кремового до світло-коричневого кольору. Неоперена шкіра навколо очей червонувато-фіолетового кольору. Великий горловий мішок без пір'я, який самець може надувати за бажанням, блідо-жовтого кольору. Очі варіюються від червоних до червоно-помаранчевого. Ноги і ступні чорні. Дорослі самиці менші за самців і мають чорні голови і шиї. Гола шкіра навколо ока блідо-рожева, безволосий горловий мішок синього кольору. Очі темно-коричнево-помаранчеві.